# Некрасино
Некрасино — деревня в Клинском районе Московской области, в составе Воздвиженского сельского поселению. Население — 188 чел. (2010). До 2006 года Некрасино входило в состав Воздвиженского сельского округа.
Деревня расположена в северо-западной части района, примерно в 18 км к западу от райцентра Клин, у истоков безымянного ручья, левого притока реки Яуза, высота центра над уровнем моря — 154 м. Ближайшие населённые пункты — Семчино на северо-востоке, Васильково и Подорки на юге, Крутцы на юго-западе.

## Население
| 2002 | 2006 | 2010 |
| ---- | ---- | ---- |
| 204  | ↘202 | ↘188 |